# Coptopterella
Coptopterella is een geslacht van kevers uit de familie van de loopkevers (Carabidae). De wetenschappelijke naam van het geslacht is voor het eerst geldig gepubliceerd in 1961 door Basilewsky.

## Soorten
Het geslacht Coptopterella is monotypisch en omvat slechts de volgende soort:
- Coptopterella scutellata Basilewsky, 1961